# アフリカのチャイナタウン
アフリカのチャイナタウン（Chinatowns in Africa）では、アフリカのチャイナタウンについて説明する。
マダガスカル、モーリシャス、南アフリカの中華街が顕著に1890年代からの中国移民を受け入れてきた。
初期移民はトランスヴァール共和国（1852年 - 1910年、南アフリカに吸収）の金鉱、マダガスカルの鉄道で働いた。これらの多くの移民は搾取された。
今日では南アフリカが中国の人々の移住先として盛んである。

## マダガスカル共和国
首都アンタナナリボに多くが珠江デルタから来た中国人が住む（約3万人）。

## モーリシャス共和国
首都ポートルイスにある。多くが客家人で、1944年に建てられた。

## モロッコ王国
カサブランカにある。服飾産業に携わる移民が多い。

## 南アフリカ共和国
ヨハネスブルグの中華街は数世代に渡る歴史の長い物であるが、近年の犯罪数の増加により衰退傾向にある。
台湾人は国内広範囲に渡って生活し、1980年代に台湾生まれの移民が初めて国会議員になった。今日台湾の投資は南アフリカ経済に顕著である。
主に中国本土、香港、シンガポールなどからの移民などが多く、1904年にトランスヴァール共和国の採鉱に来たのが始まりである。
三合会の影響により困難に巻き込まれたコミュニティーもあった。